# Галантна Індія
«Галантна Індія», також «Галантні Індії»(фр. Les Indes galantes)  — опера-балет французького композитора епохи бароко Жана-Філіппа Рамо, написана на текст лібрето французького драматурга, сучасника Рамо, Луї Фюзельє. Опера-балет складається з Прологу і чотирьох антре (виходів або картин). 
«Галантна Індія» (1735) - перша з шести великих опер-балетів Рамо та найбільш відомий сценічний твір свого часу. Прем'єра Першої редакції опери відбулася 23 серпня 1735 року в Парижі, в Королівській академії музики.

## Історія створення
Коли Рамо приступив до роботи над «Галантною Індією», жанр «опера-балет» існував на французькій сцені вже майже сорок років і являв собою вокально-хореографічний дивертисмент (від французького фр. divertissement   буквально - розвага), що складається з декількох сцен з різним сюжетом, які, тим не менш, були об'єднані загальним задумом. Як правило, драматургічний елемент в опері був присутній мінімально і була локалізована в невеликих ансамблях, речитативу і аріях. 
Вибір композитором модної орієнтальної теми для своєї першої опери-балету не можна назвати випадковим. Екзотична фантазія, сценічно оформлена якомога більше вишукано і сліпуче, ідеально відповідала духу епохи рококо. 
В основу лібрето «Галантний Індії» покладено вигадані любовні історії, події яких розгортаються в далеких заморських землях. Географія сюжету досить екзотична - в кожній дії глядач переноситься в нову частину світу: в Першому виході «Великодушний турок» - в Туреччину, у Другому виході «Перуанські Інки» - в Перу і в Третьому виході «Перське свято квітів» (або «Квіти» ) - в Персію. Четвертий вихід «Дикуни» був доданий композитором тільки в 1736 році. Ця картина переносить глядача до індіанців Північної Америки. 
Справжній герой опери-балету - «звичайна людина» в дусі Ж.-Ж. Руссо або Клода Гельвеція. Турки, перси, перуанські інки і американські дикуни на ділі виявляються більш доброчесними і більш витонченими, ніж світські - цинічні, жадібні і часом досить жорстокі європейці. У цьому ідея опери Рамо і Фюзелье цілком сходиться зі знаменитим твердженням Дідро: «Я готовий битись об заклад, що їх варварство менш хибне, ніж наша міська цивілізація». «Дикуни» як би подають Європі приклад благородства почуттів, безстрашності і великодушності - тих якостей, які і визначають «галантність» в поведінці людини. 
«Галантна Індія» далеко не відразу набула свою остаточну назву: спочатку, «Галантні перемоги», можна побачити на партитурі, що зберігається в архіві Паризької Опери. Пізніше, Рамо перейменував «Галантні перемоги» на «Індії», більш пригожу назву, для свого часу. У той час словом «Індії» (саме так, у множині) було прийнято називати будь-які далекі заморські землі і екзотичні невідомі країни, що здавалися європейцям невичерпними джерелами багатств і насолод. 
Жанр і стиль цієї партитури значною мірою визначив шляхи розвитку французького балетного театру. За словами Дебюссі, в творах Рамо народилася традиція, зіткана «з чарівної тендітної ніжності, ясності вираження почуттів, точності і зібраності форми - якостей, притаманних французькому духу». Орієнталізм «Галантної Індії» з легкої руки Рамо стає одним з характерних стилістичних відмінностей французької балетної музики. У XIX столітті яскраві зразки «орієнтального балету» створюють Ф. Бургмюллера («Пері»), Ж. Оффенбах («Метелик») і Е. Лало («Намуна»). У XX столітті «орієнтальні балети» і опери пишуть П. Дюка («Пері»), А. Руссель («Падмавати») і К. Дебюссі («Камма»).

## Прем'єрні спектаклі
Прем'єра Першої редакції «Галантної Індії» - в двох виходах з Прологом - відбулася в Парижі, в Королівській Академії Музики 23 серпня 1735 року. Лише через п'ять днів, 28 серпня, Рамо включив в оперу третій вихід. Перші вистави пройшли без явного успіху. «Недоліки» в сюжеті дивували глядачів. У свою чергу критики звинувачували автора лібрето, Луї Фюзелье, у відсутності складної інтриги і невигадливому розвитку сюжету. Рамо, на відміну від Фюзелье, дорікали в надзвичайній складності його музики і, як наслідок, в складності її для сприйняття. Однак, незважаючи на цей змішаний прийом, на публіку справили велике враження декорації Джованні Сервандони). Розкішні костюми, незвичайні пейзажі та небачені механічні пристосування значною мірою «врятували» першу постановку «Галантної Індії». За відгуком одного з сучасників, це було «дивовижне видовище, яке коли-небудь з'являлося на театральній сцені ...». 
10 березня 1736 року відбулася прем'єра вистави в Третій редакції: був доданий Четвертий вихід «Дикуни», відразу тепло прийнятий глядачами. Для цього виходу Рамо запозичив музику з раніше написаного і вельми популярного свого твору - однойменного рондо («Les Sauvages») з клавесинної сюїти g-moll (1726-27 рр.). У 1725 році «Театр Італійської комедії» запропонував композитору цікаве замовлення - харáктерний танець для виступу «справжніх дикунів», двох тубільців, привезених з Луїзіани, в «Галантній Індії» він з'явився в своїй третій редакції . 
Згодом ставлення публіки до опери-балету кардинально змінилося. В записках, які дійшли до нас, Луї де Каюзака, лібретиста більшості опер Ж. -Ф. Рамо, прямо говориться про те, що спочатку "..." Галантна Індія "здавалася нездоланно складною; більша частина публіки покидала театр з вигуками протесту, неприйняттям музики перевантаженої шістнадцятими, серед яких слуху було нема на що спертися ... Через шість місяців всі арії від увертюри до останнього гавоту наспівували і знали все ... ".

## Перші виконавці
Склад і блиск акторської трупи грав для глядачів найважливішу роль, важливішу, іноді, ніж сам спектакль і був, в своєму роді, гарантом успіху виконуваного твору. 
Оскільки в опері-балеті значну і важливу функцію - видовищну і розважальну - виконувала хореографічна частина, Рамо педантично слідував вказівкам і побажанням свого лібретиста. Із самих перших тактів Прологу, він чергує і протиставляє два типи мелодій. Як, наприклад, в одній зі сцен Прологу: тема закоханих юнаків, які слідували за Беллоною, яка закликала всіх під свої знамена, переплітається і чергується з темою дівчат, які намагаються утримати і повернути своїх коханих. 
Танцювальна група складалася з артистів різних вікових груп, як правило від тринадцяти до вісімнадцяти років. Поява, участь в сцені танцівників того чи іншого віку залежало від драматургічного рішення сюжету. 
У перших постановках «Галантної Індії», про які стало відомо з джерел, які дійшли до нас, були зайняті прославлені, широко відомі за межами Франції популярні артисти, улюбленці публіки: 
- П'єр де Желіотт[fr] - недавній дебютант, він стрімко злетів на вершину співочого Олімпу, ставши відразу кумиром публіки і одним з найвідоміших співаків століття. В опері-балеті «Галантна Індія» П. Желіотт був зайнятий відразу в трьох партіях - Валéра («Великодушний Турок»), Дона Карлоса («Перу») і Дамóна («Дикуни»).
- М-ль Марі Пелісьє (фр. Marie Pélissier Marie Pélissier) - видатна співачка і одночасно захоплена шанувальниця, гаряче віддана музиці Ж.-Ф. Рамо, яка прославилася своєю неповторною інтерпретаціє партій Зими («Дикуни») та Емілі («Великодушний Турок»);
- Месьє Жан Ден (фр. Jean Dun "fils" Jean Dun "fils") - був неповторний в ролях Османа-паші («Великодушний Турок») і Дона Альваро («Дикуни»)[14].
- М-ль Марі Салле[fr] - видатна танцівниця, по праву отримала прізвисько Терпсихори Франції. Кожен раз глядачі, затамувавши подих, чекали на появу своєї улюблениці[5]. У Третьому виході «Галантної Індії» («Перському святі квітів») номер мадемуазель Салле зустрічали і проводжали оваціями. Це був один з найефектніших номерів в опері, який завоював визнання і любов публіки. Марі Салле придбала популярність своїм новаторським підходом у ставленні до виконання танцю - як до «танцювального дії» (англ. ’’action dancing’’) в якому сюжет і змістовна сторона грали не меншу роль, ніж краса і витонченість рухів. Так само Марі Салле активно сприяла поширенню і більше широкому введенню в театральне дійство балету пантоміми (як драматичної, що виражала афекти і бажання, так і ексцентричної, яка пожвавлювала мізансцену).
- Луї Дюпре - видатний танцюрист, хореограф і педагог свого часу[15].

## Зміст
Дано відповідно до третьої редакції опери (1736). 
Пролог. Палац і сад Геби.

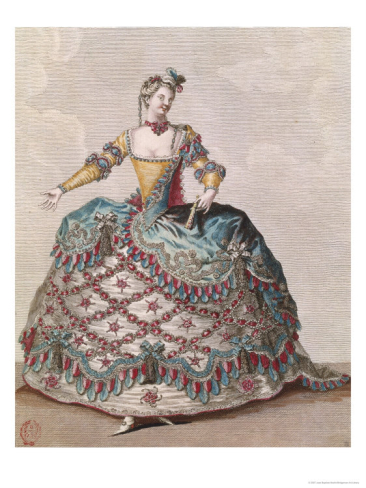
Жан-Баттіст Мартен (1659-1735). Індіанка - ескіз костюма для прем'єри опери-балету Ж.-Ф. Рамо Галантний Індія, 1735 р.

Геба, богиня молодості і краси, запрошує закоханих на свято в свої гаї, але серед танців раптово чується барабанний дріб і звуки труб: з'являється Беллона - богиня війни. Вона закликає всіх під свої знамена, обіцяючи майбутнім воїнам славу і пошану. Молодь, піддавшись обіцянкам Беллони, забуває про задоволення і любові і переходить на її бік. Пригнічена Геба просить про допомогу Амура, який зі своєю свитою спускається з хмар. Бог любові підбадьорює Гебу: нехай в Європі всі зайняті війною, він направить своїх слуг в усі кінці світу - в найвіддаленіші країни «Індій», щоб разом з нею здобути там нові перемоги. 
Дія I. Великодушний турок. Сади на березі моря.
Молода француженка Емілія нудиться в полоні Османа-паші. Він палко закоханий в неї і вмовляє прийняти його любов. Дівчина відкидає його пропозицію, пояснюючи причину відмови: викрадена корсарами прямо зі свята на честь заручин, вона вирішила до кінця залишатися вірною своєму обранцеві Валéру, нехай навіть він, як вона впевнена, загинув. Осман намагається переконати її, що життя не закінчене, і вона може полюбити знову, але засмучений твердою відмовою, йде. 
Морська буря викидає на берег корабель, з якого висаджуються моряки, які зазнали катастрофи. Вони не радіють своєму порятунку - уникнувши загибелі в море, вони потрапили під владу Османа. Емілія, сподіваючись зустріти земляка, підходить до одного з тих, хто врятувався і впізнає в ньому Валéра, який вигукує, що шукав її по всьому світу і нарешті знайшов. Однак радість коханців швидкоплинна, Емілія розповідає про своє становище і не приховує, що Осман в неї закоханий. Пара впадає у відчай. З'являється Осман, він чув їхню розмову. Коханці очікують для себе найгіршого, однак турок повертає їм свободу: він і сам колись був у полоні і дізнався у Валері свого колишнього пана, який відпустив його на волю. У відповідь на подяку Осман закликає пару не надто захоплюватися його рішенням: воно коштувало йому великої внутрішньої боротьби. Турок йде, залишивши Емілію і Валера, яким дарує на прощання корабель, навантажений багатими подарунками. Закохані підносять хвали великодушності Османа. Заключний дивертисмент.
Дія II. Перуанські інки. Пустеля в Перу; на задньому плані вулкан зі скелястими схилами.
Принцеса Фані з царського роду інків любить іспанського конкістадора Карлоса, який на таємному побаченні вмовляє її покинути своє плем'я і бігти разом з ним. Фані коливається, не в силах порвати зі звичаями і традиціями предків. З'являється Уаскар, верховний жрець Сонця, таємно закоханий в принцесу, і повідомляє, що бог наказав йому вибрати їй чоловіка. Дівчині зрозумілий задум Уаскара, і вона противиться йому. Починається Свято Сонця. (Дивертисмент). Жрець і народ вихваляють благодать великого світила і оплакують зруйновані іспанцями храми: у майже завойованій країні у Сонця не залишилося інших вівтарів, крім сердець самих інків. Під час святкування чується наростаючий підземний гул: починається виверження вулкана. Натовп в жаху розсіюється. Фані теж хоче бігти, але засліплений ревнощами Уаскар затримує її, переконуючи, що грізним знаменням небо загрожує особисто їй і вимагає, щоб вона повністю віддалася на його волю. З'являється Карлос й інші іспанці з мечами в руках; він викриває Уаскара і пояснює Фані справжню причину землетрусу: за наказом жерця в кратер вулкана скинули шматок скелі. Карлос і Фані клянуться один одному у вічній любові і залишають небезпечні схили; у фінальній сцені падаючі зверху скелі ховають зневіреного Уаскара під собою. 
Дія III. Перське свято квітів. Сади біля палацу Алі.
Перський принц Такмас, переодягнений в торговку, проник в палац свого друга Алі, в якому нудиться прекрасна рабиня Заїру. Такмас закоханий в неї і хоче вивідати її справжні почуття. З підслуханого монологу Заїри Такмас дізнається, що вона відкрита для любові. Уявна торговка пропонує себе повіреною. З'являється наложниця Такмаса Фатіма: вона таємно закохана в Алі і, дізнавшись про Заїрі, одяглася прислужником і проникла в палац, з'їдає ревнощами і готова на все. Такмас, побачивши її, приймає її за суперника і оголює кинджал. При цьому вуаль «торговки» на мить відкриває обличчя: Фатіма впізнає пана і кидається до його ніг. З'являється Алі і просить милосердя для себе і своєї коханої; Заїра приєднується до прохань, і Такмас не в змозі відмовити їй і другу. Після того, як Заїра зізнається у своїй любові до принца і відкриває, що вона і сама високого народження, Такмас пропонує їй руку і серце. Непорозуміння дозволені, і дві пари можуть любити один одного відкрито. Починається Свято квітів (Дивертисмент). Сцена заповнюється музикантами, співаками і одалісками з квітами у волоссі. 
Дія IV. Дикуни. Ліс поблизу французьких та іспанських володінь у Північній Америці.
На церемонію «Великої  люльки миру» збираються воїни індіанського племені і французи з іспанцями, які їх перемогли. Індіанський вождь Адаріо закоханий в Зиму, доньку іншого вождя, але ревнує її до двох іноземних офіцерів - француза Дамона та іспанця Альваро, які також закохані в молоду індійку. Зима фліртує з ним, але не поспішає розвіяти його сумніви. З'являються суперники, і гордий Адаріо відступає в тінь, не бажаючи бути предметом насмішок. Два іноземця навперебій освідчуються в коханні до Зими і критикують один одного. Іспанець дорікає французам в тому, що вони мінливість вважають доблестю, а вірності соромляться. Француз бачить в любовних захопленнях головну радість життя і висміює шалені ревнощі та жорстокість іспанців. Вислухавши їх, Зима вихваляє вільну й природну любов і врешті-решт відкидає обох залицяльників: один любить дуже вже сильно, а другий - недостатньо. З'являється Адаріо, і Зима представляє його як чоловіка, якого вважатиме за краще будь-якому європейцеві. Дамон і Альваро осоромлені. Починається Свято Миру, в якому беруть участь індіанці і французи (Дивертисмент). Завершує спектакль чакона , яку танцюють всі народи Індій.

## Записи
Незважаючи на те, що «Галантна Індія» - одна з найпопулярніших опер Рамо, її автентичних записів мало (можливо, через велику тривалість вистави). Одним з кращих вважається зроблений ще в 1991 році запис під керуванням У.Крісті з його бароковим оркестром «Квітучі мистецтва» (harmonia mundi 901367; тривалість 3 годині 13 хвилин). У 2003 році той же Крісті з тим же ансамблем (але з іншими співаками) записав «Галантну Індію» на 2 DVD-диска (BBC / Opus Arte 923). У 2014 році опера була поставлена (в спірній постмодерністичній сценографії) у Великому театрі Бордо («Les Talens lyriques» з К. Руссе); запис цього виконання вийшой на DVD.